# Меда от Одесос
Меда от Одесос (на латински: Meda, на гръцки: Μήδα; + 336 г. пр. Хр.) e тракийска принцеса, дъщеря на цар Котела на гетите и съпруга на Филип II Македонски.
Меда е спомената единствено в един пасаж у Атеней, който изрежда браковете на Филип II: След като Филип превзема голяма част от Тракия, царят на гетите Котела отива при него с много подаръци и дъщеря си, Меда. Тя става шестата съпруга на Филип, като така гарантира съюза между него и Котела.
Липсата на по-нататъшни сведения за Меда дава повод за различни спорни предположения сред историците: че тя умира скоро след женитбата и че е погребана в гробницата във Вергина.
Нунатак Меда в Антарктика е наименуван на Меда от Одесос.